# Sebastian Maggi
Sebastian Maggi (n. 1414, Brescia, Italia - d. 1496, Genova, Italia) a fost un preot dominican italian și confesor a lui Girolamo Savonarola și a Caterinei de Genova. Numele său derivă din cuvântul grecesc „Sebastos” (cel venerabil).

## Copilăria
S-a născut în Brescia, în familia nobiliară Maggi. Este înrudit cu episcopul Berardo Maggi, care de asemenea a fost duce și conte al orașului.

## Cariera
Sebastian și-a început cariera la vârsta de 15 ani, când s-a alăturat ordinului dominican. Datorită inteligenței sale a ieșit în evidență, absolvind astfel teologia.
Cu timpul rangul său în cadrul bisericii crește, devenind superior a mai multor case religioase. Practica mortificarea corporală și era foarte strict în privința disciplinii. Adesea le zicea subordonaților: „Când faceți o greșală,veniți la mine, nu ca la un stareț ci ca la un tată. Dacă nu mă aveți ca un tată, veți avea o judecată severă de la mine”.
L-a numite pe Girolamo Savonarola în poziția de Maestru al novicilor, plasându-l astfel pe acest frate florentin pe propria sa cale a faimei.
În timpurile sale el era văzut ca fiind unul dintre cei mai mari predicatori din Italia.

## Investigarea lui Savonarola
Sebastian a fost ales de către Papa Alexandru al VI-lea să investigheze revelațiile pe care Savonarola susținea că i-au fost conferite direct de către Dumnezeu. Savonarola a contestat alegerea, gândindu-să că Sebastian, în calitate de vicar general al Congregației Lombarzilor, ar fi părtinitor și va încerca să preia recenta sa postură din Florența. 
Papa, cu toate acestea, a decis însă să dea acorde Congregației facilitți, făcând canonic superioara lui Sebastian față de Savonarola.

## Decesul
A decedat în 1496 și este înmormântat în complexul dominican din Santa Maria di Castello din Genova.